# Villers-Vaudey
Villers-Vaudey is een gemeente in het Franse departement Haute-Saône (regio Bourgogne-Franche-Comté) en telt 62 inwoners (2011). De plaats maakt deel uit van het arrondissement Vesoul.

## Geografie
De oppervlakte van Villers-Vaudey bedraagt 5,5 km², de bevolkingsdichtheid is dus 11,3 inwoners per km².
De onderstaande kaart toont de ligging van Villers-Vaudey met de belangrijkste infrastructuur en aangrenzende gemeenten.

## Demografie
Onderstaande figuur toont het verloop van het inwonertal (bron: INSEE-tellingen).